# Рињано
Рињано (итал. Rignano Flaminio) је насеље у Италији у округу Рим, региону Лацио.
Према процени из 2011. у насељу је живело 6822 становника. Насеље се налази на надморској висини од 251 м.

## Становништво
Према резултатима пописа становништва 2011. у општини је живело 9.573 становника.
| 1931. | 1936. | 1951. | 1961. | 1971. | 1981. | 1991. | 2001. | 2011. |
| ----- | ----- | ----- | ----- | ----- | ----- | ----- | ----- | ----- |
| 1.552 | 1.726 | 2.292 | 2.625 | 3.199 | 4.507 | 5.809 | 6.857 | 9.573 |